# マンチェスター (クリーブランド級軽巡洋艦)
マンチェスター (USS Manchester, CL-83) は、アメリカ海軍の軽巡洋艦。クリーブランド級軽巡洋艦の1隻。艦名はニューハンプシャー州マンチェスターに因む。

## 艦歴
「マンチェスター」は1944年9月25日にマサチューセッツ州クインシーのベスレヘム造船フォアリバー造船所で起工し、1946年3月5日にアーネスト・J・グラドゥ夫人によって命名・進水、1946年10月29日に艦長ピーター・G・ヘール大佐の指揮下就役した。

### 地中海
整調をカリブ海で終えた「マンチェスター」は母港のボストンに1947年3月26日に帰還した。同地で艦橋に実験用のプラスチック・カバーを装着し、初の大西洋横断に向かう。4月18日に地中海に向けて出港し、トルーマン・ドクトリンに基づいた共産主義勢力に対する示威を行った。6月に東海岸に帰還し、続いてロードアイランド州ニューポート沖で海軍予備役兵の訓練巡航を行う。6月25日に再び地中海に向かい、11月30日にボストンに帰還した。1948年2月9日から6月26日、1949年1月3日から3月4日までの2回、第6艦隊での配備を完了し、3月18日にフィラデルフィアを出航、太平洋艦隊に合流した。

### 極東
1949年4月3日にカリフォルニア州ロングビーチに到着、2週間後に政治的に不安定な極東に向けて出航、5月15日に中国の青島に入港した。その後黄海、東シナ海、南シナ海で作戦活動に従事し、11月28日にロングビーチに帰還した。
この配備の間、中国国民党軍は7月16日に台湾への撤退を始め、10月1日に中華人民共和国の成立が宣言された。共産中国の成立は他のアジア諸国における共産勢力を勢いづけ、1950年6月25日には北朝鮮による38度線以南への侵攻が始められた。国連は6月27日に「北朝鮮弾劾決議」を採択した。

### 朝鮮戦争
当時「マンチェスター」はサンフランシスコでドック入りしオーバーホールの最中にあった。作業は急ピッチで進められ、1950年8月1日に西太平洋に向けて出航した。9月上旬に佐世保に到着、第77任務部隊に加わり黄海で国連軍航空部隊への支援として艦砲射撃、沿岸偵察、封鎖を行った。9月15日、仁川上陸作戦では火力支援を担当した。仁川とソウル間の補給線の確保後、北朝鮮軍が集中する Tungsan Got への砲撃を行い、9月27日には艦載機が甕津の鉄道路線を破壊した。この攻撃により敵の補給線は分断され、共産軍の増強は遅滞することとなる。
「マンチェスター」はその後、元山への侵攻を支援するため任務群と共に朝鮮半島周辺海域で活動した。10月10日、指示された海域に入り、第77任務部隊の航空機が城津の北方線までの区域内の北朝鮮の船舶・道路・鉄道基地・倉庫や補給施設を攻撃する間、同海域での掃海活動を支援するため、陸上への艦砲射撃と哨戒活動を開始した。間もなく国連軍が鴨緑江に到達し、大規模な戦闘は終了したと判断されたため、台湾海峡を哨戒していた第72任務部隊に配置換えとなった。この哨戒任務は、その後まもなく中国軍が韓国に本格的な介入を始めたことで終了した。12月3日、「マンチェスター」は第77任務部隊に再合流し、友軍の脱出と港湾設備の破壊を支援するため興南に向かった。作戦完了後も任務部隊は国連軍の警護を続け、彼らの安全な撤退を実現した。

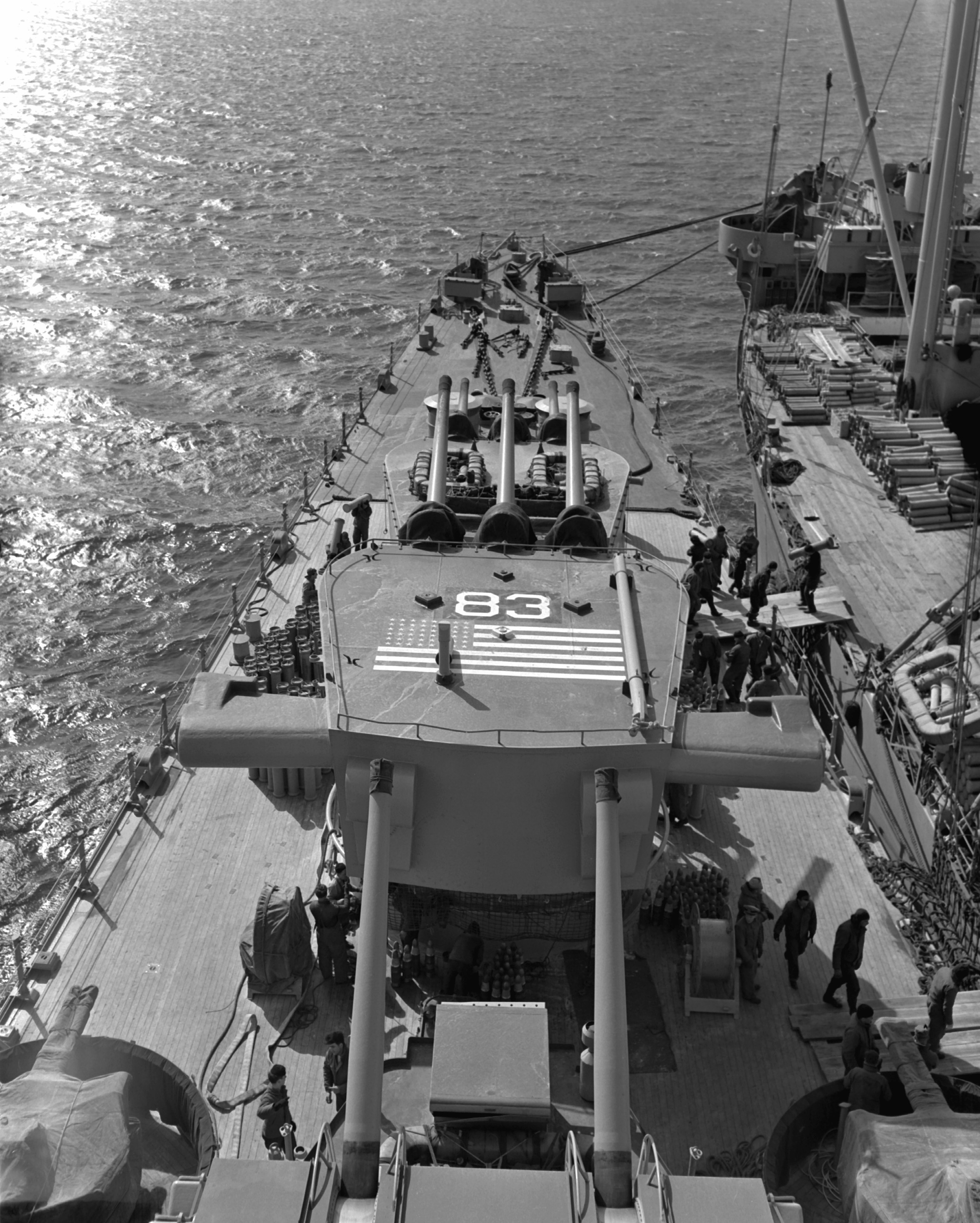
補給艦「マウント・カトマイ(USS Mount Katmai, AE-16) 」に横付けする「マンチェスター」（1951年5月3日、元山）

1951年1月8日、「マンチェスター」は前日に半島東岸のKisamun-dan付近で座礁したタイ海軍のコルベット「プラセー(HMTS Prasae) 」の救助を行った。艦砲射撃で敵の接近を防ぎつつ、まず負傷した乗組員を移乗させた。艦の救出は不可能と判断され、残りの乗組員も移乗させた後、「プラセー」は随伴の駆逐艦の艦砲射撃で処分された。
それから1か月半の間、「マンチェスター」は半島東岸の哨戒任務を行った。沿岸と内陸の目標に対して艦砲射撃を行い、通信と輸送の拠点を破壊した。2月22日、5日前から開始された元山港の包囲を支援するため元山へ向かった。作戦終了後は元山・城津を中心に半島東北沿岸での艦砲射撃を続けた。
6月1日、「マンチェスター」は韓国海域を離れ、横須賀を経由してロングビーチへと向かい、6月15日に到着した。本国で半年弱を過ごした後、11月5日に再び極東へ向けて出港した。12月8日に作戦海域に戻り、海上封鎖と護衛任務を行う第95任務部隊の旗艦となった。
この頃になると朝鮮戦争はその様相を変え、大規模な戦闘中心から小規模な部隊が敵の人員や装備を的確に攻撃しあうようになっていた。そのために第95任務部隊は朝鮮半島沿岸海域に広く展開し、敵の主要な補給路を攻撃した。「マンチェスター」も半島沿岸を哨戒し、鎮南浦・清津・Tong'Cho-Ri の軍事施設を砲撃し、興南・城津・元山にも定期的に砲撃を加えた。一方で艦載機を使って陸上や海上で墜落した友軍機パイロットの捜索・救助も行った。
1952年5月14日、「マンチェスター」は韓国東海岸を離れ、5月29日にロングビーチに帰還し、2週間後にオーバーホールを受けるためサンフランシスコへ向かった。

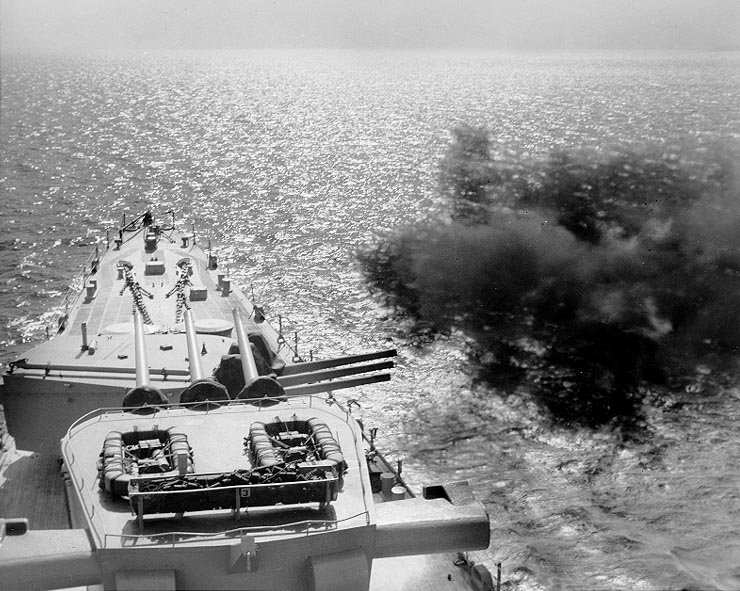
前部砲塔から発砲する「マンチェスター」（1953年3月）

1953年1月25日、「マンチェスター」は三たび朝鮮海域に向けて出港した。3月4日、半島東岸沖で第77任務部隊に再合流した。3月8日には元山に戻り、再び砲撃を行った。「マンチェスター」は定期的に元山を攻撃し、それ以外の期間は爆撃線東側に沿って哨戒を行い、国連軍への火力支援を行った。
「マンチェスター」は7月23日に横須賀に向けて韓国を出航した。7月27日に板門店で休戦の合意が成立し、「マンチェスター」は7月28日に母港に向かった。「マンチェスター」は朝鮮戦争で3度の戦闘巡航を完了し、大きな被害を受けることはなかった。

### 太平洋
1954年から1955年にかけて「マンチェスター」は第7艦隊で6ヶ月間の配備を2度、太平洋西部で行った。最後の帰国の航海では「グローリー作戦」（朝鮮戦争で死亡した身元不明のアメリカ人50名をハワイへ運ぶ任務）に従事した。1956年1月20日に横須賀を出航し、真珠湾で儀礼のため停泊後ロングビーチに向かい、2月5日に到着した。2月末にサンフランシスコに向けて出航し、2月27日に予備役艦隊入りする。その後6月27日に退役し、1960年4月1日に除籍、10月31日にニコライ・ジョフェ社に売却された。
「マンチェスター」は朝鮮戦争の戦功で9個の従軍星章を受章した。朝鮮戦争の期間に、後にケネディ政権下で国家安全保障局局長を務めたローレンス・ヒュー・フロストが艦長として艦を指揮した。